# CEP57
57kDa 중심체 단백질(Centrosomal protein of 57 kDa)은 인간에서 CEP57 유전자에 의해 암호화되는 단백질이다.
트랜스로킨(Trnaslokin)은 염기성 섬유모세포생장인자(FGF2; MIM 134920)에 결합하여 핵 전좌 및 유사 분열 활성을 매개한다.